# Yuukari
Die Yuukari (ゆうかり) ist ein 2003 in Dienst gestelltes Fährschiff der japanischen Reederei Shin Nihonkai Ferry. Sie steht seit 2017 auf der Strecke von Tsuruga über Niigata und Akita nach Tomakomai im Einsatz.

## Geschichte
Die Yuukari wurde am 2. Oktober 2001 unter der Baunummer 3146 in der Werft von IHI in Yokohama auf Kiel gelegt und lief am 18. Dezember 2001 vom Stapel. Nach der Ablieferung an Shin Nihonkai Ferry im Januar 2003 nahm sie am 2. Februar 2003 den Fährdienst von Otaru nach Niigata auf. Sie ergänzte hierbei ihr ein Jahr älteres Schwesterschiff Lilac. Die beiden Einheiten ersetzten die noch aus den 1980er Jahren stammenden Fähren New Hamanasu und New Akashia.
Nach Indienststellung der Neubauten Lavender und Azalea wurde die Yuukari 2017 auf die Strecken von Tsuruga über Niigata und von Akita nach Tomakomai verlegt, wo sie seitdem im Einsatz steht.
Die Yuukari verfügt wie ihr älteres Schwesterschiff über zwei Restaurants, mehrere Lounges, ein Cafe mit Bar, ein Bordgeschäft, ein Kino und ein Fitnessstudio. Wie bei größeren japanischen Fähren üblich befinden sich an Bord zudem zwei Badehäuser (Sentō).